# Klub Sportowy P.A. Nova Gliwice
Il Klub Sportowy P.A. Nova Gliwice è stato una società polacca di calcio a 5 con sede a Gliwice. Nonostante lo scioglimento, rimane tuttora una delle squadre più vincenti dell'Ekstraklasa.

## Storia
La squadra è stata fondata nel 1987 come "Rotring"; dal 1989 al 2009 è stata sponsorizzata ininterrottamente dell'azienda edile PaNova S.A.. Iscritta al campionato polacco di calcio a 5 fin dalla sua istituzione, la società ha vinto cinque campionati di prima divisione (il primo nel 1995, l'ultimo nel 2008), due coppe di Polonia e una supercoppa. A livello continentale, il P.A. Nova Gliwice ha partecipato a due edizioni della Coppa UEFA (2003-04 e 2008-09); in entrambi i casi la squadra ha ospitato il proprio girone ma si è dovuto fermare al primo turno della manifestazione. Nell'estate del 2009 la società è stata assorbita dal Futsal Club Jango.

## Organico 2008-09
| N. |                    | Ruolo | Calciatore         |
| -- | ------------------ | ----- | ------------------ |
| 21 | Polonia (bandiera) | G     | Dariusz Brauhoff   |
| 18 | Polonia (bandiera) | G     | Michal Cygnarowski |
| 13 | Polonia (bandiera) | G     | Przemyslaw Dewucki |
| 11 | Polonia (bandiera) | G     | Rafal Franz        |
| 7  | Polonia (bandiera) | G     | Blazej Korczynski  |
| 23 | Polonia (bandiera) | P     | Michal Krajewski   |
| 10 | Polonia (bandiera) | G     | Michal Kuznik      |
| 8  | Polonia (bandiera) | G     | Szymon Maksym      |

| N. |                    | Ruolo | Calciatore         |
| -- | ------------------ | ----- | ------------------ |
| 20 | Polonia (bandiera) | G     | Marcin Minkus      |
| 3  | Polonia (bandiera) | G     | Zbigniew Mirga     |
| 21 | Polonia (bandiera) | P     | Barlomie Nawrat    |
| 5  | Polonia (bandiera) | G     | Mateusz Pawlak     |
| 6  | Polonia (bandiera) | G     | Tomasz Stasiak     |
| 2  | Polonia (bandiera) | G     | Sebastian Wiewióra |
| 19 | Polonia (bandiera) | G     | Damian Wojtas      |

## Palmarès
- Campionato polacco: 5
1994-95, 1995-96, 1998-99, 2002-03, 2007-08
- Coppa di Polonia: 2
1997-98, 1999-00
- Supercoppa di Polonia: 1
2008